# Вустершир
Ву́стершир (англ. Worcestershire, МФА /ˈwʊstəʃər/, слухатиⓘ) — графство в західній частині Англії.
Утворене 1 квітня 1998 шляхом розділу неметропольного графства Герефорд і Вустер на унітарне церемоніальне графство Герефордшир і неметропольне (зі збереженням дворівневої системи рад) церемоніальне графство Вустершир. Входить до складу регіону Вест-Мідлендс. Столиця і найбільше місто — Вустер.
Населення 555 600 (Оцінка 2007  року).
Густота населення 319.
Площа 1741 км².